# Шустов, Александр Андреевич
Александр Андреевич Шустов (родился 29 июня 1984, Караганда) — российский прыгун в высоту. Член сборной России.
Чемпион и серебряный призёр Чемпионата России, двукратный серебряный призёр чемпионата России в помещении, чемпион Европы 2010 года.

## Спортивные результаты
| Год  | Турнир                                           | Город                | Место | Результат |
| ---- | ------------------------------------------------ | -------------------- | ----- | --------- |
| 2010 | XIX мемориал Яламова                             | Екатеринбург, Россия | 1-й   | 2,27 м    |
| 2010 | Мемориал Лукашевича                              | Челябинск, Россия    | 3-й   | 2,24 м    |
| 2010 | 14-й Кубок Москвы по прыжкам в высоту под музыку | Москва, Россия       | 1-й   | 2,30 м    |
| 2010 | Русская зима                                     | Москва, Россия       | 2-й   | 2,32 м    |
| 2010 | Чемпионат России в помещении                     | Москва, Россия       | 2-й   | 2,28 м    |
| 2010 | Командный чемпионат России                       | Сочи, Россия         | 1-й   | 2,33 м    |
| 2010 | Мемориал Чезми Ора                               | Стамбул, Турция      | 1-й   | 2,26 м    |
| 2010 | 2-й командный чемпионат Европы СПАР              | Берген, Норвегия     | 1-й   | 2,28 м    |
| 2010 | Мемориал Знаменских                              | Жуковский, Россия    | 2-й   | 2,33 м    |
| 2010 | Чемпионат России                                 | Саранск, Россия      | 1-й   | 2,32 м    |
| 2010 | 20-й чемпионат Европы по легкой атлетике         | Барселона, Испания   | 1-й   | 2,33 м    |
| 2011 | Русская зима                                     | Москва, Россия       | 2-й   | 2,31 м    |
| 2011 | Чемпионат Европы по легкой атлетике в помещении  | Париж, Франция       | 3-й   | 2,34 м    |
| 2011 | Чемпионат России                                 | Чебоксары, Россия    | 2-й   | 2,36 м    |
| 2012 | Чемпионат России                                 | Чебоксары, Россия    | 3-й   | 2,35 м    |

## Личные рекорды
- Лучший результат — 2,36

## Дисквалификация
В июне 2020 года Спортивный арбитражный суд (CAS) дисквалифицировал Александра Шустова на 4 года за нарушении антидопинговых правил. Шустов отстранен с 5 июня 2020 года по 4 июня 2024 года. Аннулированию подлежат все результаты, показанные с 8 июля 2013 года по 7 июля 2017 года.
Александр Шустов планирует обжаловать решение Спортивного арбитражного суда (CAS).

## Образование
- Первое высшее образование получил на факультете физической культуры Московского государственного областного университета.
- Второе высшее образование получил в школе искусств, культуры и спорта в Дальневосточном федеральном университете[2].

## Награды и звания
- Заслуженный мастер спорта России[3]
- Мастер спорта России